# Szalay Sándor (plébános)
Szalay Sándor (Munkács, 1852. február 7. – Beregszász, 1919. november 11.) római katolikus esperes-plébános.

## Élete
1874. augusztus 22-én pappá szenteltetett; segédlelkész volt Csanáloson, 1875-től Nagybányán, Felsőbányán, 1877-től Munkácson és 1880-tól Szatmárnémetiben. 1880-ban a szatmári tanítóképzőben helyettes tanár, 1881-ben a plébánia ideiglenes adminisztrátora, 1882-ben rendes tanár a tanítóképzőben, 1896-ban a beregszászi plébánia adminisztrátora lett; 1898-tól ugyanott rendes lelkész és 1900-tól alesperes volt.

## Munkája
- Egyházi szent beszédek Bourdaloue és Massillon nyomán. Szatmár, 1892-95. Öt kötet.